# Lađevac
Lađevac es una aldea de Croacia en el ejido del municipio de Okučani, condado de Brod-Posavina.

## Geografía
Lađevac se encuentra en el municipio de Okučani, en el condado de Brod-Posavina, al pie de las alturas Psunj, a una altitud de 123 metros sobre el nivel del mar. 
Está a 120 km de la capital croata, Zagreb.

## Demografía
En el censo 2021 el total de población de la localidad de Lađevac fue de 184 habitantes.
| Gráfico de población de Lađevac 1948-2021                           |
|                                                                     |
| Según los censos de población de la oficina estadística de Croacia. |